# Liste der Naturdenkmäler in Lajen
Die Liste der Naturdenkmäler in Lajen (italienisch Lajon) enthält die 18 als Naturdenkmal ausgewiesene Objekte auf dem Gebiet der Gemeinde Lajen in Südtirol.
Basis ist das im Internet einsehbare offizielle Verzeichnis der Naturdenkmäler in Südtirol (Stand: 23. Januar 2015). Dabei kann es sich um botanische, geologische oder hydrologische Naturdenkmäler handeln. Die Reihenfolge in dieser Liste orientiert sich an der ID, alternativ ist sie auch nach dem Namen sortierbar.
Siehe auch Liste der Baudenkmäler in Lajen.

## Liste
| Foto |                 | Name                                                   | Standort                                | Beschreibung |
| ---- | --------------- | ------------------------------------------------------ | --------------------------------------- | --- |
| ja   | Datei hochladen | ein Ahorn bei Fonteklaus ID: 040_G01                   | 46° 38′ 23″ N, 11° 35′ 35″ O            | Botanisches Naturdenkmal: Ahorn |
| ja   | Datei hochladen | eine Eiche beim Moar zu Tassis ID: 040_G02             | 46° 38′ 11″ N, 11° 35′ 2″ O             | Botanisches Naturdenkmal: Eine Eiche unter dem Waldrand über dem Maisfeld Eine zweite Eiche befindet sich auf 46° 38′ 10,3″ N, 11° 34′ 54,3″ O am Wegrand unter dem Maisfeld |
| ja   | Datei hochladen | eine Edelkastanie bei Lusenegg ID: 040_G03             | 46° 38′ 1″ N, 11° 34′ 7″ O              | Botanisches Naturdenkmal: Kastanie |
| ja   | Datei hochladen | ein Walnussbaum beim Tommele ID: 040_G04               | 46° 37′ 21″ N, 11° 33′ 39″ O            | Botanisches Naturdenkmal: Walnussbaum |
| ja   | Datei hochladen | eine Edelkastanie beim Mair am Bach ID: 040_G05        | 46° 37′ 18″ N, 11° 33′ 36″ O            | Botanisches Naturdenkmal: Kastanie |
| ja   | Datei hochladen | eine Rosskastanie in Unterfins ID: 040_G06             | 46° 36′ 5″ N, 11° 32′ 27″ O             | Botanisches Naturdenkmal: Rosskastanie |
| ja   | Datei hochladen | eine Edelkastanie beim Gasser ID: 040_G07              | 46° 36′ 10″ N, 11° 32′ 55″ O Lajen Ried | Botanisches Naturdenkmal: Kastanie |
| ja   | Datei hochladen | zwei Edelkastanien beim Unterbuchfelder ID: 040_G08    | 46° 36′ 9″ N, 11° 33′ 0″ O              | Botanisches Naturdenkmal: Kastanie Eine zweite Edelkastanie befindet sich auf 46° 36′ 9,8″ N, 11° 33′ 0,1″ O an der Straße nach Lajen                                        |
| ja   | Datei hochladen | eine Edelkastanie beim Vogelweider ID: 040_G09         | 46° 36′ 16″ N, 11° 32′ 56″ O            | Botanisches Naturdenkmal: Kastanie Die Karteikarte 040_G09 dürfte falsch angelegt sein                                                                                       |
| ja   | Datei hochladen | eine Edelkastanie beim Oberbuchfelder ID: 040_G10      | 46° 36′ 14″ N, 11° 33′ 0″ O             | Botanisches Naturdenkmal: Kastanie |
| ja   | Datei hochladen | eine Edelkastanie beim Moser (auch Wimmer) ID: 040_G11 | 46° 36′ 29″ N, 11° 34′ 50″ O            | Botanisches Naturdenkmal: Kastanie (ausgestorben) |
| ja   | Datei hochladen | ein Walnussbaum im Bäcknangerle ID: 040_G12            | 46° 36′ 36″ N, 11° 33′ 55″ O            | Botanisches Naturdenkmal: Walnussbaum |
| ja   | Datei hochladen | ein Walnussbaum beim Mesner ID: 040_G13                | 46° 36′ 15″ N, 11° 35′ 32″ O            | Botanisches Naturdenkmal: Walnussbaum |
| ja   | Datei hochladen | zwei Rotföhren unterhalb Rabans ID: 040_G14            | 46° 36′ 3″ N, 11° 37′ 0″ O              | Botanisches Naturdenkmal: Föhre |
| ja   | Datei hochladen | eine Edelkastanie beim Untertschutsch ID: 040_G15      | 46° 36′ 3″ N, 11° 34′ 56″ O             | Botanisches Naturdenkmal: Kastanie |
| ja   | Datei hochladen | Kalte Löcher in Pontives ID: 040_G16                   | 46° 35′ 28″ N, 11° 38′ 12″ O            | Geologisches Naturdenkmal: Eisloch |
| ja   | Datei hochladen | Pliegermoos ID: 040_G17                                | 46° 36′ 3″ N, 11° 34′ 10″ O             | Hydrologisches Naturdenkmal: Feuchtgebiet |
| ja   | Datei hochladen | Tanürzmoos ID: 040_G18                                 | 46° 36′ 21″ N, 11° 35′ 25″ O            | Hydrologisches Naturdenkmal: Feuchtgebiet |
| ja   | Datei hochladen | Feldzutterhexlmoos ID: 040_G19                         | 46° 36′ 32″ N, 11° 36′ 18″ O            | Hydrologisches Naturdenkmal: Feuchtgebiet |

| Foto: | Fotografie des Naturdenkmals. Klicken des Fotos erzeugt eine vergrößerte Ansicht. Daneben finden sich zwei Symbole: |
| ID    | Identifikator bei der Abteilung Natur, Landschaft und Raumentwicklung der Südtiroler Landesverwaltung               |